# Блакитна лінія (Ліван)
Блаки́тна лі́нія — лінія розділу між Ліваном та Ізраїлем визначена ООН 7 червня 2000 р.
Після теракту проведеного 11 березня 1978 р. ОВП Ізраїль, в ніч з 14 на 15 березня, провів бойову операцію і за декілька днів зайняв південні райони Лівану. 19 березня Рада безпеки ООН прийняла резолюцію № 425 в якій вимагала від уряду Ізраїль негайно припинити бойові дії і вивести війська з Лівану.
Проте лише 7 червня 2000 р. протиборчим сторонам було вручено визначення розмежувальної лінії. 16 червня 2000 р. Генеральний секретар ООН доповідав на Раді безпеки ООН, що Ізраїль вивів свої війська за розмежувальну лінію.